# Vilshultsvägen
Ekuddsvägen är en bebyggelse strax norr om Olofström i Olofströms kommun. Vid SCB:s ortsavgränsning 2020 klassades bebyggelsen som en småort men vid avgränsningen 2023 var invånarantalet för litet och den klassades inte längre som småort.